# Associazione Calcio Perugia 1980-1981
Questa voce raccoglie le informazioni riguardanti l'Associazione Calcio Perugia nelle competizioni ufficiali della stagione 1980-1981.

## Stagione

Salvatore Bagni (qui nel 1984), alla sua ultima stagione con i grifoni, ottenne la prima convocazione in nazionale maggiore.

La sesta stagione consecutiva in Serie A del Perugia iniziò con il pesante fardello dei cinque punti di penalizzazione in campionato, sanzione comminata alla società umbra a seguito del coinvolgimento, nella precedente stagione, di alcuni suoi tesserati nello scandalo del Totonero.
Sulla panchina biancorossa arrivò Renzo Ulivieri, esordiente in massima serie, dopo che l'allenatore delle ultime stagioni, Castagner, era entrato in rotta con la società a causa di questioni economiche e si era accasato alla Lazio. La riapertura delle frontiere riportò inoltre a Perugia il primo giocatore straniero da vent'anni a quella parte, il nazionale argentino Sergio Fortunato proveniente dall'Estudiantes (LP).
L'annata fu decisamente fallimentare. In una formazione privata della sua spina dorsale, a seguito delle squalifiche del calcioscommesse, il giovane Bagni, di fatto l'unico giocatore di qualità rimasto in rosa, non riuscì a farsi carico da solo delle sorti della squadra, che finì presto impantanata nella zona retrocessione. Il tecnico Ulivieri venne sollevato dall'incarico alla fine del girone d'andata e la squadra fu affidata all'allenatore in seconda Giampiero Molinari, ma la situazione non migliorò. Il Perugia chiuse il torneo al penultimo posto in classifica, tornando così in Serie B dopo sei stagioni; anche senza penalizzazione i grifoni non sarebbero riusciti lo stesso a evitare la retrocessione in cadetteria.
Tra le note più dolenti ci fu proprio Fortunato il quale, arrivato in Umbria tra grandi aspettative, non riuscì ad ambientarsi e deluse sistematicamente, probabilmente anche a causa del suo impiego fuori ruolo; le uniche due reti in maglia biancorossa, siglate a fine campionato, servirono al Perugia soltanto a lasciare il fondo della classifica a spese della Pistoiese.
A corollario di un'annata negativa sotto tutti i punti di vista in Coppa Italia e nel Torneo di Capodanno i biancorossi uscirono al primo turno. Unica soddisfazione stagionale fu la prima convocazione in nazionale maggiore di Bagni, il quale esordì in maglia azzurra al Mundialito.

## Divise
Lo sponsor tecnico della stagione 1980-1981 è Ponte Sportswear.
| Casa | Trasferta | Terza divisa |

## Rosa

I neoacquisti Gianni De Rosa e Sergio Fortunato

| N. |                   | Ruolo | Calciatore                  |
| -- | ----------------- | ----- | --------------------------- |
|    | Italia (bandiera) | P     | Nello Malizia               |
|    | Italia (bandiera) | P     | Franco Mancini              |
|    | Italia (bandiera) | D     | Giuseppe Lelj               |
|    | Italia (bandiera) | D     | Pierluigi Frosio (capitano) |
|    | Italia (bandiera) | D     | Daniele Tacconi             |
|    | Italia (bandiera) | D     | Celeste Pin                 |
|    | Italia (bandiera) | D     | Michele Nappi               |
|    | Italia (bandiera) | D     | Claudio Ottoni              |
|    | Italia (bandiera) | D     | Antonio Ceccarini           |
|    | Italia (bandiera) | C     | Paolo Dal Fiume             |
|    | Italia (bandiera) | C     | Salvatore Bagni             |

| N. |                      | Ruolo | Calciatore         |
| -- | -------------------- | ----- | ------------------ |
|    | Italia (bandiera)    | C     | Mario Goretti      |
|    | Italia (bandiera)    | C     | Cesare Butti       |
|    | Italia (bandiera)    | C     | Antonio Di Gennaro |
|    | Italia (bandiera)    | C     | Lucio Bernardini   |
|    | Italia (bandiera)    | C     | Giuseppe De Gradi  |
|    | Argentina (bandiera) | A     | Sergio Fortunato   |
|    | Italia (bandiera)    | A     | Gianfranco Casarsa |
|    | Italia (bandiera)    | A     | Sileno Passalacqua |
|    | Italia (bandiera)    | A     | Gianni De Rosa     |
|    | Italia (bandiera)    | A     | Riccardo Giuntini  |
|    | Italia (bandiera)    | A     | Nicolino Rosati    |

## Risultati

### Serie A

#### Girone di andata
| Arbitro: | Ciulli (Roma) |

|                      |           |  |
| Antognoni 23’ (rig.) | Marcatori |  |

| Perugia 21 settembre 1980 2ª giornata | Perugia       | 0 – 0 | Bologna | Stadio Renato Curi\| Arbitro: \| Longhi (Roma) \| |
| Arbitro:                              | Longhi (Roma) |       |         |                                                   |

| Arbitro: | Lattanzi (Roma) |

|            |           |               |
| L. Pin 15’ | Marcatori | 9’ D. Tacconi |

| Arbitro: | Prati (Parma) |

|  |           |                                     |
|  | Marcatori | 9’ Bagni 13’ Di Gennaro 60’ De Rosa |

| Perugia 19 ottobre 1980 5ª giornata | Perugia         | 0 – 0 | Avellino | Stadio Renato Curi\| Arbitro: \| Menegali (Roma) \| |
| Arbitro:                            | Menegali (Roma) |       |          |                                                     |

| Arbitro: | Patrussi (Ravenna) |

|  |           |           |
|  | Marcatori | 59’ Bagni |

| Perugia 9 novembre 1980 7ª giornata | Perugia        | 0 – 0 | Juventus | Stadio Renato Curi\| Arbitro: \| Pieri (Genova) \| |
| Arbitro:                            | Pieri (Genova) |       |          |                                                    |

| Arbitro: | Vitali (Bologna) |

|                  |           |  |
| P. Benedetti 36’ | Marcatori |  |

| Arbitro: | Bergamo (Livorno) |

|                |           |               |
| Di Gennaro 63’ | Marcatori | 48’ Marchetti |

| Arbitro: | Lo Bello (Siracusa) |

|                      |           |  |
| Nicoletti 82’ (rig.) | Marcatori |  |

| Perugia 21 dicembre 1980 11ª giornata | Perugia              | 0 – 0 | Napoli | Stadio Renato Curi\| Arbitro: \| Barbaresco (Cormons) \| |
| Arbitro:                              | Barbaresco (Cormons) |       |        |                                                          |

| Arbitro: | Michelotti (Parma) |

|                |           |                |
| Di Gennaro 89’ | Marcatori | 6’ Scarnecchia |

| Arbitro: | Menegali (Roma) |

|           |           |           |
| Penzo 60’ | Marcatori | 27’ Bagni |

| Arbitro: | Pieri (Genova) |

|  |           |                 |
|  | Marcatori | 19’, 75’ Oriali |

| Arbitro: | Longhi (Roma) |

|                      |           |  |
| F. Graziani 10’, 34’ | Marcatori |  |

#### Girone di ritorno
| Perugia 8 febbraio 1981 16ª giornata | Perugia         | 0 – 0 | Fiorentina | Stadio Renato Curi\| Arbitro: \| Lattanzi (Roma) \| |
| Arbitro:                             | Lattanzi (Roma) |       |            |                                                     |

| Arbitro: | Casarin (Milano) |

|                                                 |           |  |
| Garritano 44’ Dossena 53’ Fiorini 72’ Enéas 81’ | Marcatori |  |

| Arbitro: | Menegali (Roma) |

|                  |           |                       |
| Bagni 77’ (rig.) | Marcatori | 17’ Tesser 59’ Zanone |

| Perugia 1º marzo 1981 19ª giornata | Perugia       | 0 – 0 | Ascoli | Stadio Renato Curi\| Arbitro: \| Redini (Pisa) \| |
| Arbitro:                           | Redini (Pisa) |       |        |                                                   |

| Arbitro: | Lo Bello (Siracusa) |

|                       |           |               |
| Massa 12’ Vignola 88’ | Marcatori | 74’ Dal Fiume |

| Perugia 15 marzo 1981 21ª giornata | Perugia          | 0 – 0 | Catanzaro | Stadio Renato Curi\| Arbitro: \| Paparesta (Bari) \| |
| Arbitro:                           | Paparesta (Bari) |       |           |                                                      |

| Arbitro: | Terpin (Trieste) |

|                                 |           |             |
| Brady 85’ (rig.) Marocchino 89’ | Marcatori | 81’ De Rosa |

| Arbitro: | Mattei (Macerata) |

|                                   |           |  |
| De Rosa 20’, 35’ Bagni 86’ (rig.) | Marcatori |  |

| Arbitro: | Prati (Parma) |

|                  |           |               |
| Selvaggi 8’, 18’ | Marcatori | 51’ Dal Fiume |

| Perugia 12 aprile 1981 25ª giornata | Perugia          | 0 – 0 | Como | Stadio Renato Curi\| Arbitro: \| D'Elia (Salerno) \| |
| Arbitro:                            | D'Elia (Salerno) |       |      |                                                      |

| Arbitro: | Mattei (Macerata) |

|  |           |                    |
|  | Marcatori | 1’ (aut.) Ferrario |

| Arbitro: | Redini (Pisa) |

|                                                                                |           |  |
| Frosio 10’ (aut.) Pruzzo 20’ (rig.) B. Conti 27’ Di Bartolomei 68’ Faccini 76’ | Marcatori |  |

| Perugia 10 maggio 1981 28ª giornata | Perugia        | 0 – 0 | Brescia | Stadio Renato Curi\| Arbitro: \| Pieri (Genova) \| |
| Arbitro:                            | Pieri (Genova) |       |         |                                                    |

| Arbitro: | Altobelli (Roma) |

|                                                 |           |                    |
| Beccalossi 4’ Prohaska 20’ Altobelli 65’ (rig.) | Marcatori | 81’ E.S. Fortunato |

| Arbitro: | Tonolini (Milano) |

|                    |           |  |
| E.S. Fortunato 33’ | Marcatori |  |

### Coppa Italia

#### Primo turno
| Arbitro: | Altobelli (Roma) |

|           |           |  |
| Butti 43’ | Marcatori |  |

| Arbitro: | Prati (Parma) |

|            |           |                    |
| Miceli 26’ | Marcatori | 79’ (rig.) De Rosa |

| Arbitro: | Casarin (Milano) |

|                |           |  |
| De Giorgis 60’ | Marcatori |  |

| Arbitro: | Milan (Treviso) |

|             |           |                 |
| De Rosa 89’ | Marcatori | 25’ F. Graziani |

## Statistiche

### Statistiche di squadra
| Competizione | Punti | In casa | In casa | In casa | In casa | In casa | In casa | In trasferta | In trasferta | In trasferta | In trasferta | In trasferta | In trasferta | Totale | Totale | Totale | Totale | Totale | Totale | DR  |
| Competizione | Punti | G       | V       | N       | P       | Gf      | Gs      | G            | V            | N            | P            | Gf           | Gs           | G      | V      | N      | P      | Gf     | Gs     | DR  |
| ------------ | ----- | ------- | ------- | ------- | ------- | ------- | ------- | ------------ | ------------ | ------------ | ------------ | ------------ | ------------ | ------ | ------ | ------ | ------ | ------ | ------ | --- |
| Serie A      | 23    | 15      | 2       | 11      | 2       | 7       | 6       | 15           | 3            | 2            | 10           | 11           | 25           | 30     | 5      | 13     | 12     | 18     | 31     | -13 |
| Coppa Italia | 4     | 2       | 1       | 1       | 0       | 2       | 1       | 2            | 0            | 1            | 1            | 1            | 2            | 4      | 1      | 2      | 1      | 3      | 3      | 0   |
| Totale       |       | 17      | 3       | 12      | 2       | 9       | 7       | 17           | 3            | 3            | 11           | 12           | 27           | 34     | 6      | 15     | 13     | 21     | 34     | -13 |

### Andamento in campionato
| Giornata  | 1  | 2  | 3  | 4  | 5  | 6  | 7  | 8  | 9  | 10 | 11 | 12 | 13 | 14 | 15 | 16 | 17 | 18 | 19 | 20 | 21 | 22 | 23 | 24 | 25 | 26 | 27 | 28 | 29 | 30 |
| --------- | -- | -- | -- | -- | -- | -- | -- | -- | -- | -- | -- | -- | -- | -- | -- | -- | -- | -- | -- | -- | -- | -- | -- | -- | -- | -- | -- | -- | -- | -- |
| Luogo     | T  | C  | T  | T  | C  | T  | C  | T  | C  | T  | C  | C  | T  | C  | T  | C  | T  | C  | C  | T  | C  | T  | C  | T  | C  | T  | T  | C  | T  | C  |
| Risultato | P  | N  | N  | V  | N  | V  | N  | P  | N  | P  | N  | N  | N  | P  | P  | N  | P  | P  | N  | P  | N  | P  | V  | P  | N  | V  | P  | N  | P  | V  |
| Posizione | 16 | 16 | 16 | 16 | 16 | 16 | 14 | 16 | 16 | 16 | 16 | 16 | 16 | 16 | 16 | 16 | 16 | 16 | 16 | 16 | 16 | 16 | 16 | 16 | 16 | 16 | 16 | 15 | 15 | 15 |

Fonte:  Italy 1980/81, su rsssf.com.
Legenda:

Luogo: C = Casa; T = Trasferta. Risultato: V = Vittoria; N = Pareggio; P = Sconfitta.

### Statistiche dei giocatori
| Giocatore      | Serie A  | Serie A | Serie A     | Serie A    | Coppa Italia | Coppa Italia | Coppa Italia | Coppa Italia | Totale   | Totale | Totale      | Totale     |
| Giocatore      | Presenze | Reti    | Ammonizioni | Espulsioni | Presenze     | Reti         | Ammonizioni  | Espulsioni   | Presenze | Reti   | Ammonizioni | Espulsioni |
| -------------- | -------- | ------- | ----------- | ---------- | ------------ | ------------ | ------------ | ------------ | -------- | ------ | ----------- | ---------- |
| S. Bagni       | 29       | 5       | ?           | ?          | ?            | ?            | ?            | ?            | 29+      | 5+     | ?           | ?          |
| L. Bernardini  | 10       | 0       | ?           | ?          | ?            | ?            | ?            | ?            | 10+      | 0+     | ?           | ?          |
| C. Butti       | 28       | 0       | ?           | ?          | ?            | ?            | ?            | ?            | 28+      | 0+     | ?           | ?          |
| G. Casarsa     | 12       | 0       | ?           | ?          | ?            | ?            | ?            | ?            | 12+      | 0+     | ?           | ?          |
| A. Ceccarini   | 23       | 0       | ?           | ?          | ?            | ?            | ?            | ?            | 23+      | 0+     | ?           | ?          |
| P. Dal Fiume   | 23       | 2       | ?           | ?          | ?            | ?            | ?            | ?            | 23+      | 2+     | ?           | ?          |
| G. De Gradi    | 9        | 0       | ?           | ?          | ?            | ?            | ?            | ?            | 9+       | 0+     | ?           | ?          |
| G. De Rosa     | 22       | 4       | ?           | ?          | ?            | ?            | ?            | ?            | 22+      | 4+     | ?           | ?          |
| A. Di Gennaro  | 24       | 3       | ?           | ?          | ?            | ?            | ?            | ?            | 24+      | 3+     | ?           | ?          |
| S. Fortunato   | 12       | 2       | ?           | ?          | ?            | ?            | ?            | ?            | 12+      | 2+     | ?           | ?          |
| P. Frosio      | 29       | 0       | ?           | ?          | ?            | ?            | ?            | ?            | 29+      | 0+     | ?           | ?          |
| R. Giuntini    | 2        | 0       | ?           | ?          | ?            | ?            | ?            | ?            | 2+       | 0+     | ?           | ?          |
| M. Goretti     | 25       | 0       | ?           | ?          | ?            | ?            | ?            | ?            | 25+      | 0+     | ?           | ?          |
| G. Lelj        | 15       | 0       | ?           | ?          | ?            | ?            | ?            | ?            | 15+      | 0+     | ?           | ?          |
| N. Malizia     | 22       | -20     | ?           | ?          | ?            | ?            | ?            | ?            | 22+      | -20+   | ?           | ?          |
| F. Mancini     | 8        | -11     | ?           | ?          | ?            | ?            | ?            | ?            | 8+       | -11+   | ?           | ?          |
| M. Nappi       | 25       | 0       | ?           | ?          | ?            | ?            | ?            | ?            | 25+      | 0+     | ?           | ?          |
| C. Ottoni      | 2        | 0       | ?           | ?          | ?            | ?            | ?            | ?            | 2+       | 0+     | ?           | ?          |
| S. Passalacqua | 9        | 0       | ?           | ?          | ?            | ?            | ?            | ?            | 9+       | 0+     | ?           | ?          |
| C. Pin         | 27       | 0       | ?           | ?          | ?            | ?            | ?            | ?            | 27+      | 0+     | ?           | ?          |
| N. Rosati      | 1        | 0       | ?           | ?          | ?            | ?            | ?            | ?            | 1+       | 0+     | ?           | ?          |
| D. Tacconi     | 22       | 1       | ?           | ?          | ?            | ?            | ?            | ?            | 22+      | 1+     | ?           | ?          |